# Gustaf Fröding

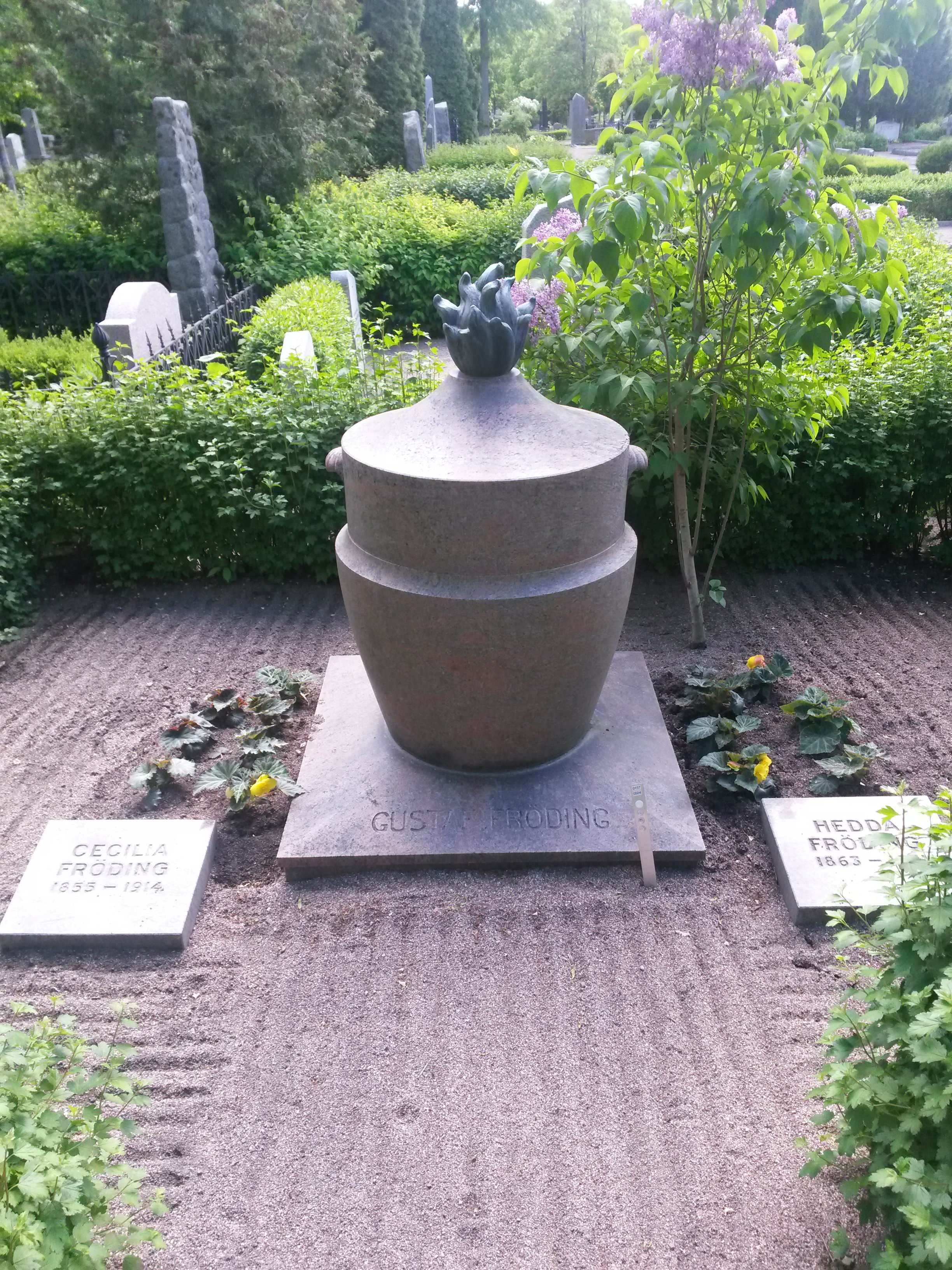
Grobowiec na Starym Cmentarzu w Uppsali

Gustaf Fröding (ur. 22 sierpnia 1860 w Alster, koło Karlstad, zm. 8 lutego 1911 w Sztokholmie) – szwedzki poeta działający od 1891.
Od 1880 studiował na Uniwersytecie w Uppsali, ale nigdy nie uzyskał dyplomu. Po czterech latach wrócił w rodzinne strony i pracował jako dziennikarz w lokalnej gazecie „Karlstads-Tidningen”. W 1891 roku wydał swój pierwszy zbiór wierszy Gitarr och dragharmonika (Gitara i akordeon), którym zystał rozgłos. Swoją pozycję ugruntował zbiorami: Nya dikter (Nowe wiersze, 1894), Stänk och flikar (Plamy i strzępy, 1896) oraz Gralstänk (Myślenie integralne, 1898).

## Twórczość
- 1891 Guitarr och dragharmonika
- 1894 Nya dikter
- 1895 Räggler å paschaser 1
- 1896 Stänk och flikar
- 1897 Räggler å paschaser 2
- 1897 Nytt och gammalt
- 1898 Gralstänk
- 1910 Efterskörd
- 1913 Reconvalescentia